# Railjet
Le Railjet (abréviation : RJ ou RJX) est un train de voyageurs exploité par les Chemins de fer autrichiens (ÖBB) et tchèques (České dráhy, ČD). Le matériel affecté à ce service, contrairement à la plupart des trains à grande vitesse récents, n'est pas des rames automotrices mais des rames réversibles indissociables formées de voitures spécialement conçues de type Siemens Viaggio Comfort et d'une locomotive de type Siemens MobilityEuroSprinter. Il comporte trois classes (economy, first et business) et une voiture-restaurant.
Railjet est une marque déposée des ÖBB.
Le 22 mars 2024, les ÖBB ont mis en service les huit nouveaux premiers trains, nouvelle génération, construits par Siemens Mobility.  Une rame de neuf voitures mesure environ 240 mètres de long, pour 532 places assises. La compagnie a commandé 19 trains supplémentaires, livrables jusqu'en 2028. Ils seront construits sur le site viennois de Siemens. 

## Caractéristiques générales
Une rame Railjet possède la composition suivante :
- une locomotive EuroSprinter « Taurus » série 1116 (Siemens ES 64 U2) ou 1216 (ES 64 U4) pour certains trains internationaux, notamment les Railjet exploités par les České dráhy.
- une voiture d'extrémité de 76 places assises (economy), un espace vélos, une toilette, deux portes d’accès et un compartiment pour enfants.
- trois voitures intermédiaires comportant 80 places assises (economy), deux toilettes et quatre portes d'accès.
- une voiture-restaurant (salle de 14 places), comportant également 10 places assises (business), un espace et une toilette pour les personnes à mobilité réduite ainsi qu'un point d'accueil, quatre portes d'accès (dont deux centrales) et une cuisine.
- une voiture intermédiaire de 55 places assises (first), deux toilettes et quatre portes d'accès.
- une voiture-pilote comportant, munie d'un poste de conduite et comprenant, selon les versions
  - 11 places assises (first), une petite cuisine et 14 places (business) réparties dans quatre compartiments ainsi qu'une toilette
  - 32 places assises (first), six places (business) réparties dans une salle de deux travées, ainsi qu'une toilette

## Lignes
Avec les Railjet, les ÖBB et les ČD offre un réseau de quatre lignes principales à travers l'Autriche ainsi que vers Prague en République tchèque. Des extensions existent vers l'Allemagne, la Hongrie, la Suisse et l'Italie. Introduit en 2008, il circule actuellement sur les parcours suivants, où il atteint la vitesse maximale de 230 km/h:
- Munich - Salzbourg - Linz - Sankt Pölten - Vienne - Budapest.
- Zurich/Bregenz - Innsbruck - Salzbourg - Vienne - Budapest / Bratislava  à Zurich, correspondance avec le TGV Lyria de et vers Paris.
- Depuis décembre 2011, le railjet circule aussi sur les axes sud Vienne - Graz et Vienne - Klagenfurt (Carinthie) - Villach. Depuis décembre 2017, deux paires de trains circulent jusqu'à Venise.
- Depuis juin 2014, le railjet circule aussi sur l'axe Prague - Brno - Vienne - Graz, depuis juin 2020 il existe une extension de et vers Berlin.

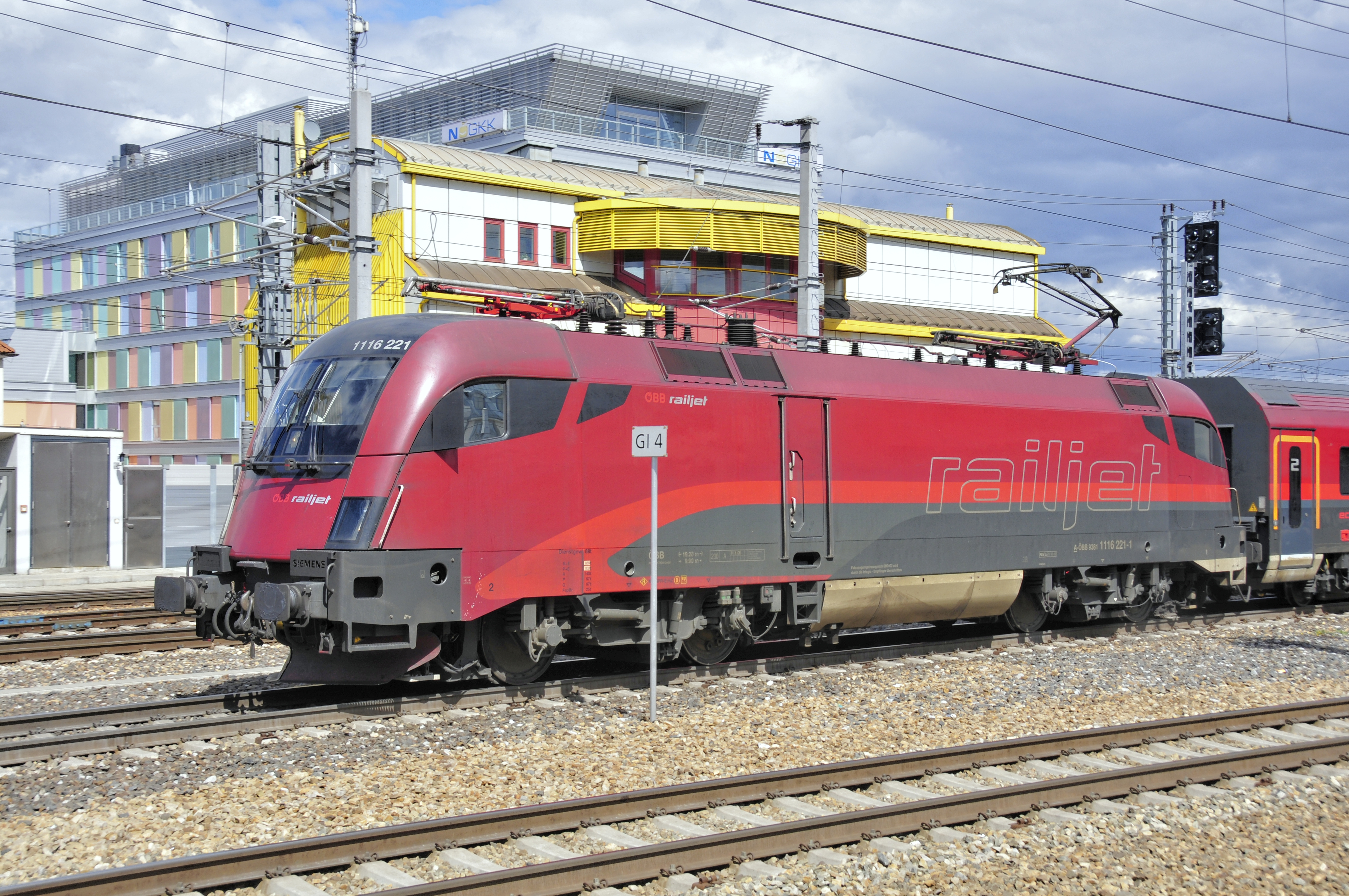
Locomotive série 1116.

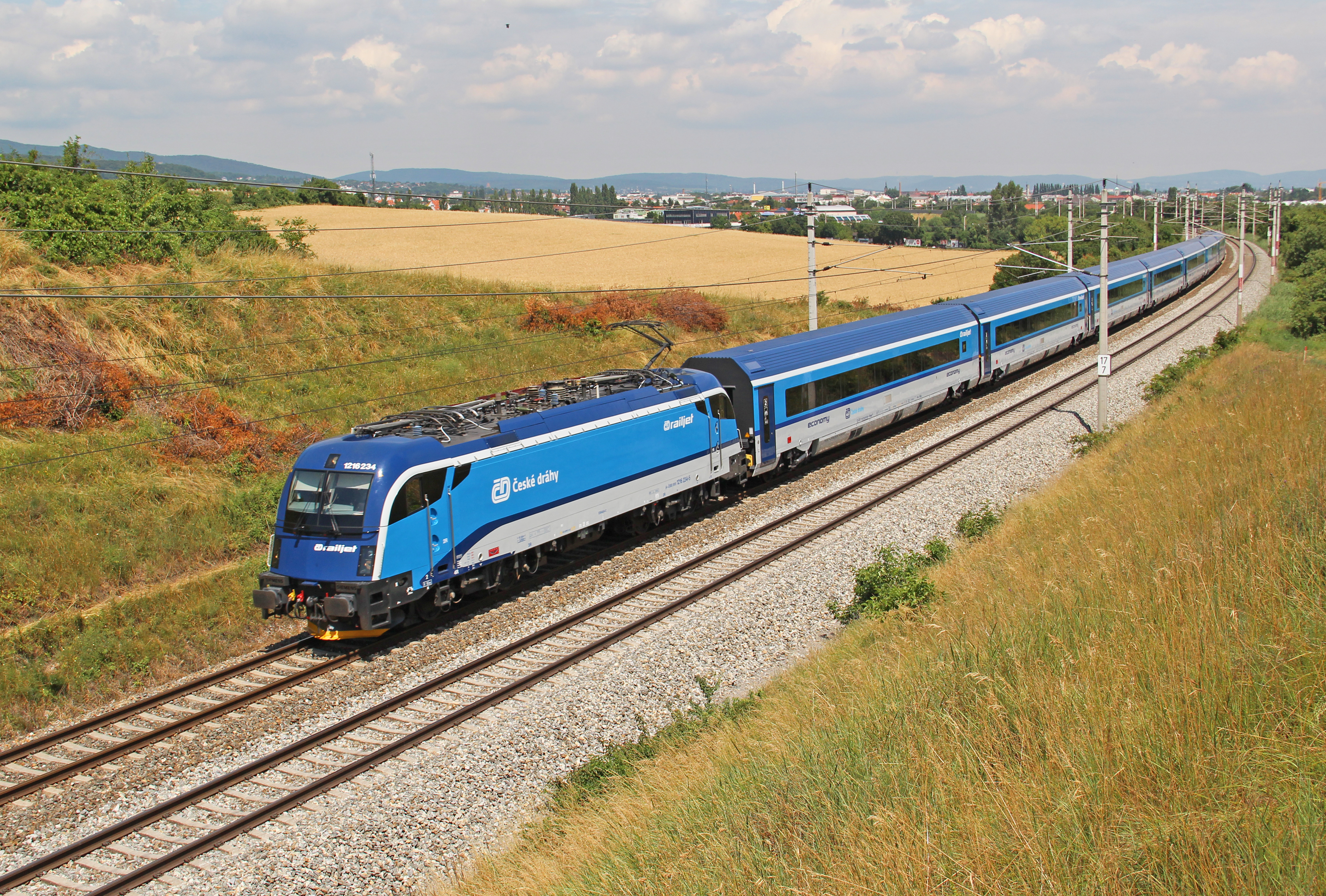
Railjet tchèque.

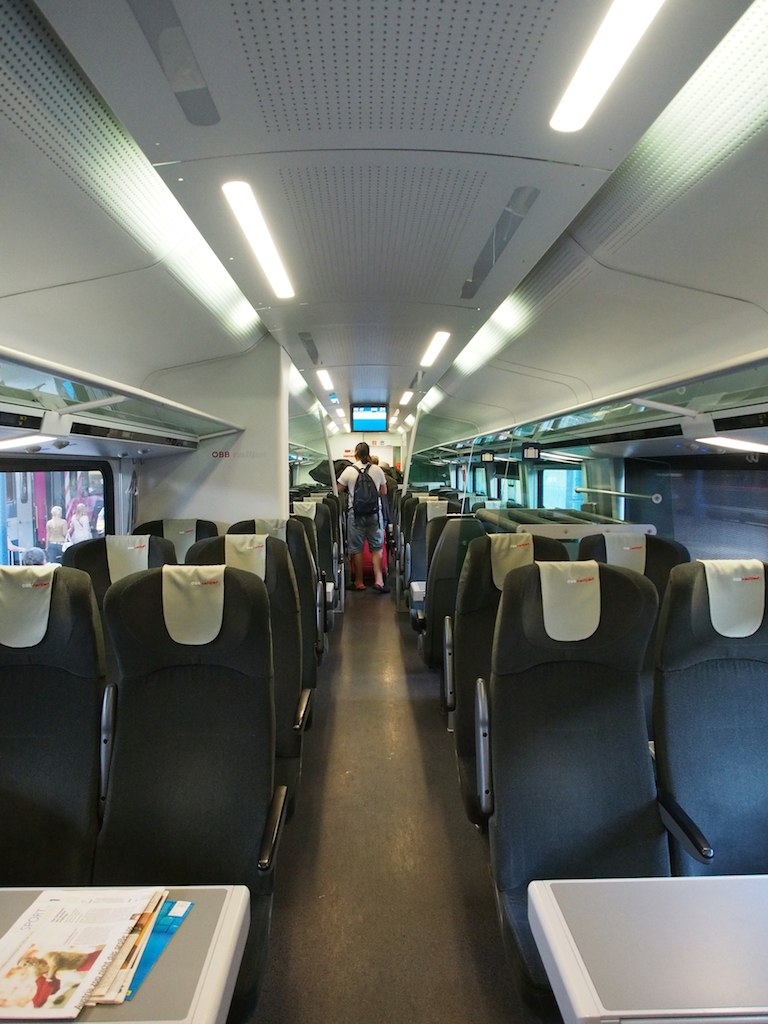
Intérieure en classe economy.
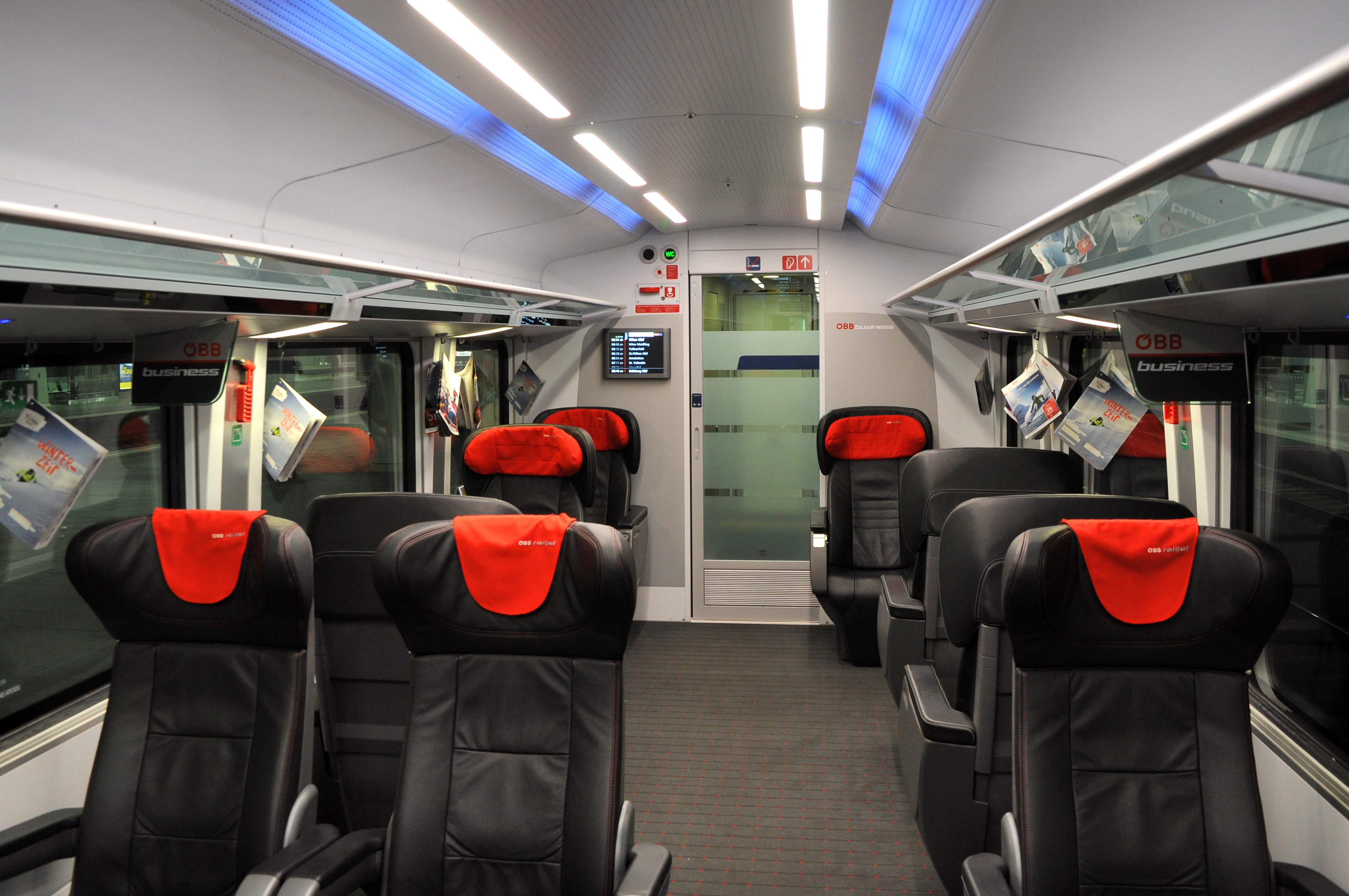
Intérieur en première classe.
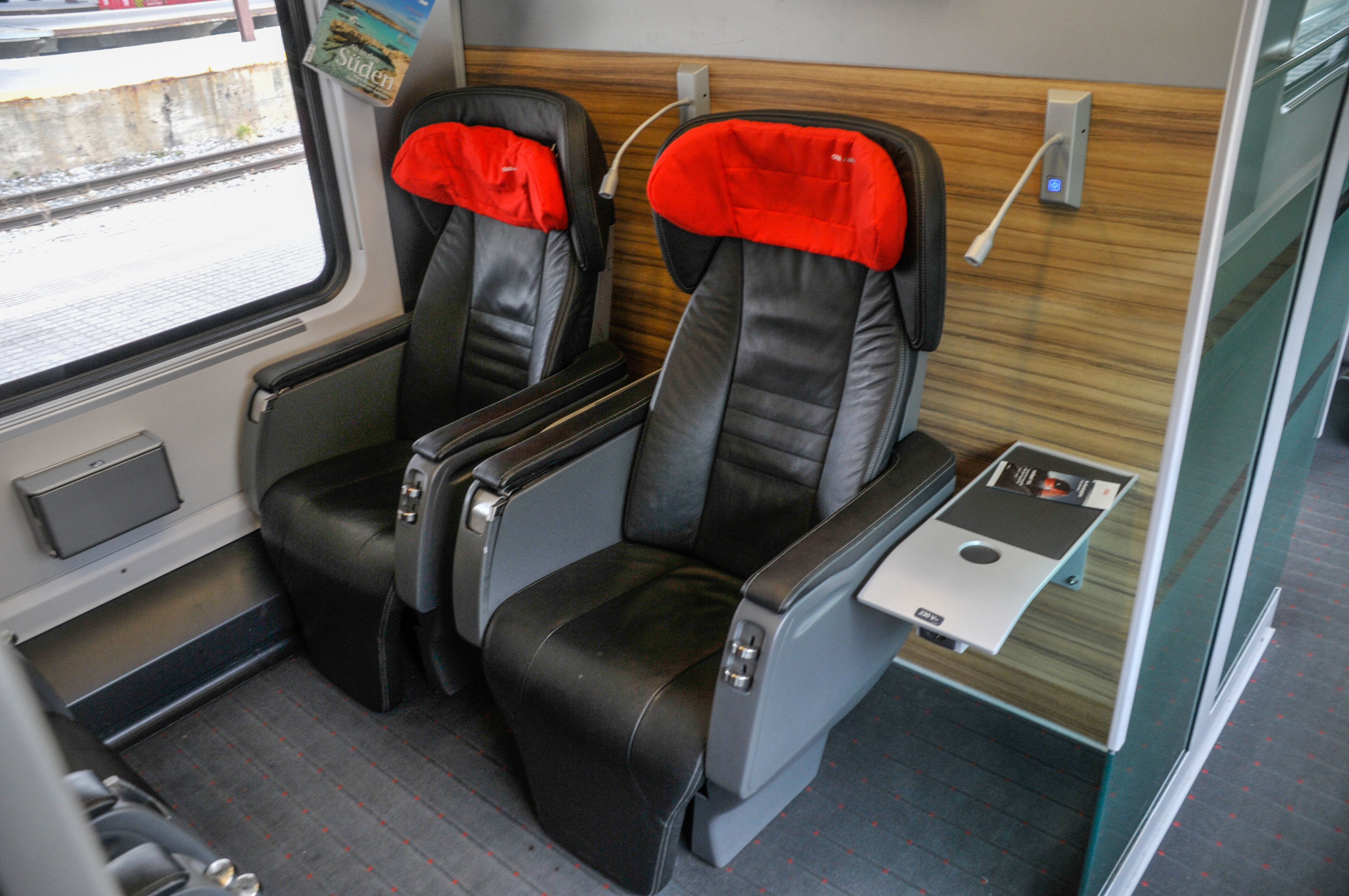
Compartiment business.
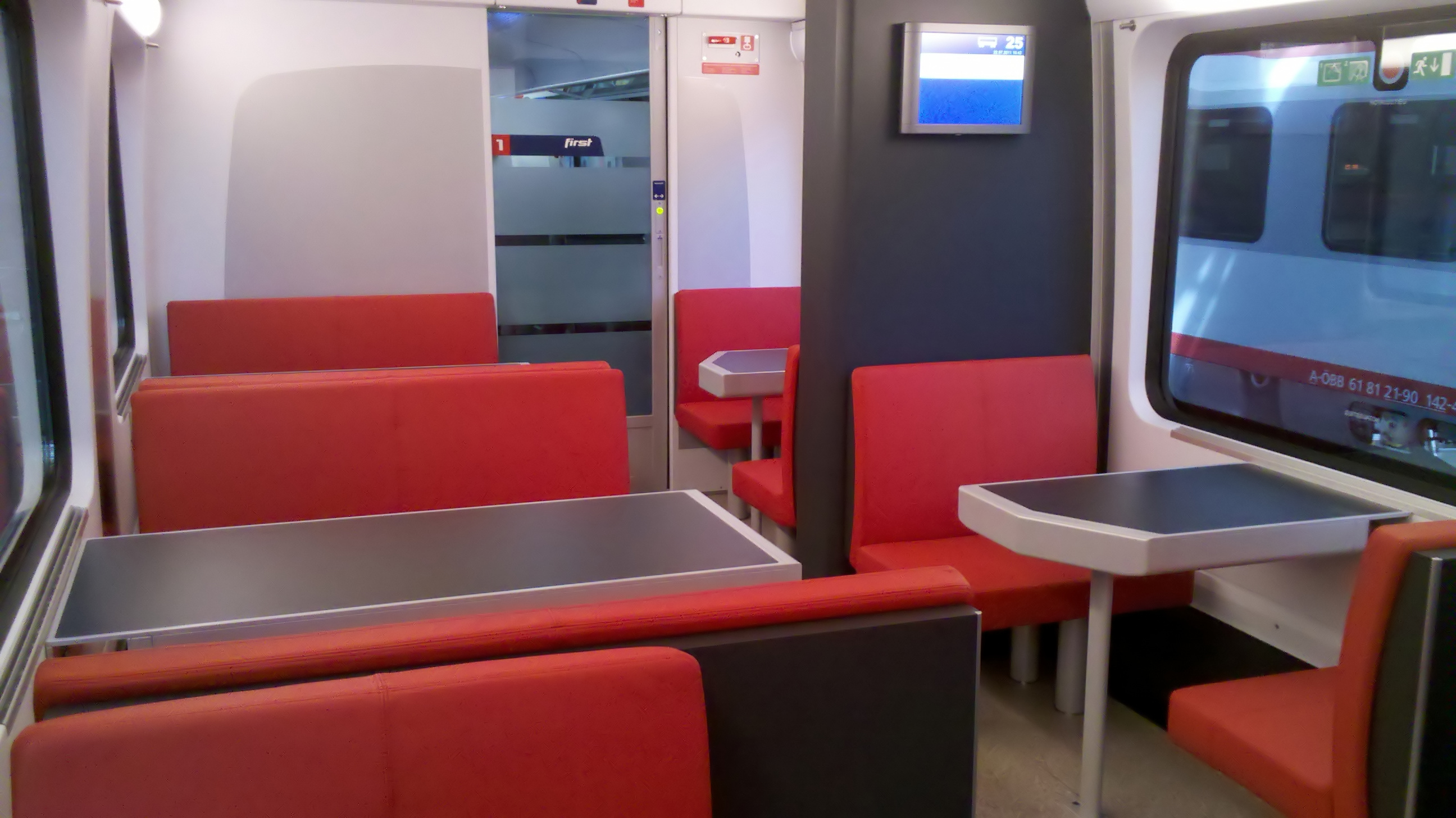
Restaurant.
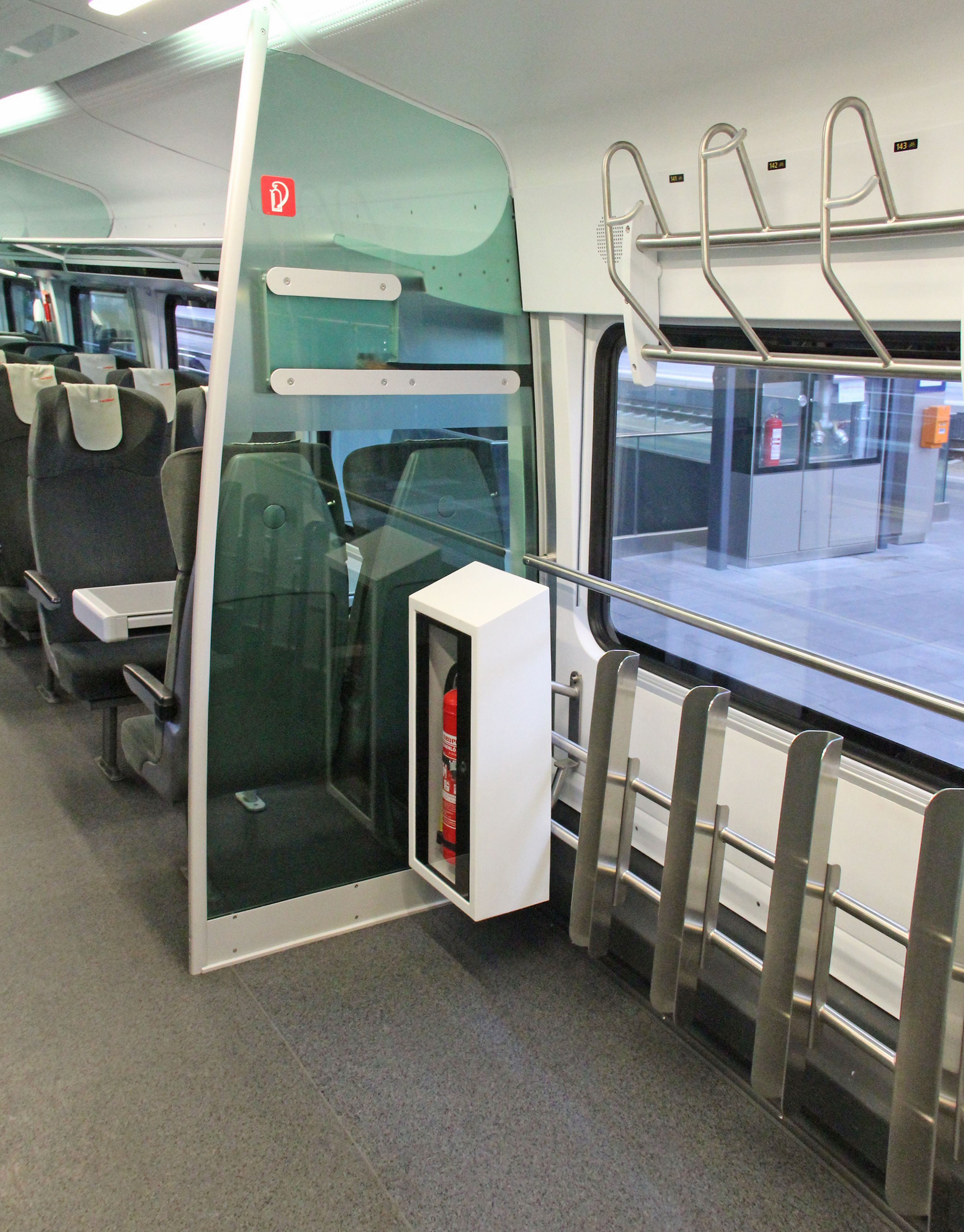
Espace vélos.

## Annexe